# Deja’Vu (album)
Deja’Vu – album zespołu Lombard wydany w roku 2000 przez Pomaton EMI.
Materiał nagrano w lubelskim „Hendrix Studio”. Deja’Vu jest debiutanckim albumem Marty Cugier, która zastąpiła w roli wokalistki Małgorzatę Ostrowską. Ze względu na ten fakt płyta została wydana pod nazwą zespołu zapisaną jako L’ombard (nazwa Lombard mogła zostać wówczas użyta jedynie przy udziale w nagraniu zarówno Małgorzaty Ostrowskiej, jak i pozostałych muzyków). Od tego momentu do chwili rozwiązania tej kwestii zespół używał pisowni nazwy z apostrofem.

## Lista utworów
źródło:.
1. „Deja’Vu – to już było” (muz. Grzegorz Stróżniak, sł. Marta Cugier) – 4:06
2. „Machina myśli” (muz. Grzegorz Stróżniak, sł. Marta Cugier) – 4:12
3. „Wirtualne spotkanie” (muz. Grzegorz Stróżniak, sł. Marta Cugier, Grzegorz Stróżniak) – 3:54
4. „Patrz! Patrz!” (muz. Grzegorz Stróżniak, sł. Marta Cugier) – 4:14
5. „Po co – jestem dla ciebie” (muz. Grzegorz Stróżniak, sł. Marta Cugier, Grzegorz Stróżniak) – 5:11
6. „Prywatna samotność” (muz. Grzegorz Stróżniak, sł. Marta Cugier) – 4:37
7. „Moja edukacja” (muz. Grzegorz Stróżniak, sł. Marta Cugier, Grzegorz Stróżniak) – 4:27
8. „Zakazana miłość” (muz. Grzegorz Stróżniak, sł. Marta Cugier) – 4:16
9. „Poddaję się uczuciom” (muz. Grzegorz Stróżniak, sł. Marta Cugier) – 4:28
10. „Muszę znaleźć sens” (muz. Henryk Baran, sł. Marta Cugier) – 4:36
11. „Łamigłówka” (muz. Piotr Zander, sł. Marta Cugier) – 4:01
12. „Po cichu?” (muz. Grzegorz Stróżniak, sł. Marta Cugier) – 4:18

## Twórcy
źródło:.
Muzycy
- Marta Cugier – śpiew
- Grzegorz Stróżniak – śpiew, instrumenty klawiszowe, loopy i sample
- Piotr Zander – gitara
- Paweł Klimczak – gitara
- Henryk Baran – gitara basowa
- Artur Malik – perkusja

oraz
- Piotr Kominek – loopy i sample

Personel
- Paweł Skura – realizator nagrań i zgrań, mastering
- Maciej Mańkowski – zdjęcia
- Krzysztof Plebankiewicz – zdjęcia
- Piotr Garlicki – projekt graficzny